# サンワード
株式会社サンワード（英: SUNWARD CO.,LTD.）は、大阪府大阪市淀川区に本社を置く、キャラクターデザインおよび版権管理を行う日本の企業である。

## 展開している主なキャラクター
リトルボブドッグ
10歳のダルメシアン犬。
1988年に誕生したキャラクター。オリオンの「コーラシガレット」「サワーシガレット」に描かれているほか、鹿児島相互信用金庫のイメージキャラクターを務めている。過去には、新学社の「くりかえし計算ドリル」に描かれていた。1990年代には、静岡銀行や武蔵野銀行のイメージキャラクター、新潟縣信用組合マスコットキャラクターを務めた。日立製作所が製造した蛍光灯「明るい輪」のイメージキャラクターになったときにはテレビCMにも出演している。1991年に海外に進出し、2013年には中国で3Dアニメ「BOBDOG」が制作された。
ドラゴンシリーズ
2001年誕生。小中学生の裁縫箱やエプロンに採用されているキャラクターのため、「家庭科のドラゴン」や「裁縫セットのドラゴン」の愛称で知られている。裁縫箱としての展開は2021年に終了しているが、家庭科の授業で作るエプロンやクッションなどでは現在も展開している。
スキップバニー
平成時代に誕生したキャラクターで、クレーンゲームのぬいぐるみやステーショナリー、雑貨、衣料品で大反響があった。海外でも商品化されている。